# Маслино (Дубровенский район)
Маслино (бел. Масліно́) — деревня в Дубровенском районе Витебской области Республики Беларусь. В составе Волевковского сельсовета.

## География
Ближайшие населённые пункты Золотовичи, Черныши (Смоленская область) и др.

### Гидрография
На окраине деревни протекает река Мерея.

## История
В 1910 году в Холбнянской волости Горецкого уезда Могилёвской губернии.

## Население

### Численность
- 2009 год — 7 жителей

### Динамика
- 1910 год — 33 дворов, 96 муж., 127 жен.[2]
- 1999 год — 19 жителей (перепись населения)
- 2009 год — 7 жителей (перепись населения)[2]

## Улицы
- Центральная